# Фінке (герб)
Фінке (Fincke, Finke) — шляхетський герб. На думку Уруського це різновид шляхетського герба Остоя. Його не слід плутати з гербом Фінкенштейнів (Остоя пруська), який також іноді називають Фінк.

## Опис герба
У червоному полі над двома золотими півмісяцями, зоками до середини — шестипроменева золота зірка. Нашоломник: п'ять страусових червоних пір'їн, що обтяжені золотим перевернутим якорем.

## Найперша згадка
Даний у 1805 році імператором Францом II Беніаміну Фінке, банкіру з Любліна.

## Геральдичний рід
Фінк (Фінке, Фінке) фон Фінкенталь.
Аналогічний герб, але в блакитному полі використовується прусською шляхтою Фінк фон Фінкенштейн, головна гілка якого отримала титул графів імперії 1710 року.